# Камбра (принцеса)
У британській легенді Камбра була донькою Беліна Великого, легендарного короля бриттів, і була одружена з Антенором, другим королем кімерійців. Кімерійці змінили назву свого племені на Сікамбри на честь Камбра. Син Камбри від Антенора, Пріам Молодший, став наступником свого батька, коли йому було двадцять шість років.
За словами Йоганеса Трісемуса, Камбра була настільки красивою і мудрою, що франкська монархія корилася їй, як оракулу, і вона навернула людей до ввічливості від варварства. Сакси, які, очевидно, ототожнювали Камбру з тим самим статусом, що й король чи священик, створили прислів’я Сай Камбер, яке використовувалося для позначення будь-якої людини, яка говорила так само мудро, як Камбра.
Відповідно до історії Великої Британії Джона Льюїса, Камбра навчила дворян будувати міста та замки; вона навчила жінок, як правильно одягатися і мати скромний вигляд, як сіяти льон і коноплі і перетворювати їх на сукно; вона дала людям закони та справедливий суд; вона була пророком і священиком Діани; вона створила закони сикамбрійців, за якими було заборонено, щоб сини короля від другої чи третьої дружини (тощо) називалися «принцами», щоб Королівство не було зганьблене. Вона побудувала міста Неомаг і Неопаг і «померла близько 3590 року від Створення, до різдва Христового 373 року, Джонатас був первосвящеником євреїв».